# 陈士濂
陈士濂（1939年—），男，浙江浦江人，中国作家，青海省作家协会原副主席，青海省文学艺术界联合会原副主席。代表作有童话集《白唇鹿青青》。